# Vale Novo (província egípcia)
Ocidental (em árabe: محافظة الوادي الجديد‎; romaniz.: Muḥāfāzah Al Wādī Al Jadīd) é uma província (moafaza) do Egito com a sede em Carga. Possui 440 098 quilômetros quadrados, sendo a maior província egípcia em área territorial e segundo censo de 2018, havia 247 140 habitantes.